# Vazken Andréassian
 (mai 2013).
- Si vous ne connaissez pas le sujet, laissez ce bandeau (vous pouvez alors contacter les auteurs).
- Si vous supprimez le contenu mis en cause (vous pouvez préalablement contacter les auteurs),

argumentez précisément cette suppression dans la page de discussion
(un manque de référence n'est pas un argument ; une recherche réelle de référence doit avoir été effectuée, être formellement documentée).
 (février 2013).
Si vous disposez d'ouvrages ou d'articles de référence ou si vous connaissez des sites web de qualité traitant du thème abordé ici, merci de compléter l'article en donnant les références utiles à sa vérifiabilité et en les liant à la section « Notes et références ».
Vazken Andréassian (en arménien Վազգէն Անդրէասեան), né le 10 avril 1903 dans l'Empire ottoman et mort le 30 novembre 1995 à Croissy-sur-Seine, est un ingénieur français d'origine arménienne.

## Biographie

### Enfance
Vazken Andréassian est né dans l'Empire ottoman, dans le petit village de Hazari (hy), situé près de la ville de Tchimichgadzak. Il y a vécu jusqu'à la destruction en 1915 de son village, dont il a raconté l'histoire dans un livre en trois tomes intitulé Hazariabadoum. En 1915, Vazken est élève à l'école supérieure de Tchimichgadzak (directeur Boghos Zenneyan).

### Déportation et exil
Le 13 juin 1915, les gendarmes turcs qui avaient pris position dans Hazari sous prétexte de « protéger la population », déportent la population. Les déportés sont exterminés dans les déserts de Syrie. À peine la caravane de déportés en marche, les montagnards kurdes pillent le village.
Les villageois qui ont réussi à échapper à la déportation se réfugient dans les villages kurdes du Dersim. Ces derniers refusent de livrer les Arméniens aux gendarmes turcs qui viennent en faire la demande. Après avoir passé l'hiver sous la protection des Kurdes dans le village d'Akrag, la faim pousse la famille de Vazken Andréassian à tenter de rejoindre les lignes russes à Erznga. Hébergé dans un camp de réfugiés, il est alors l'élève de l'écrivain Vahan Totovents. Il part ensuite vers Tiflis, où il retrouve Vahan Totovents avec qui il travaille à la rédaction du journal Hayasdan que dirige le général Antranig. Il est ensuite élève pour une courte période au séminaire d'Edchmiadzine, qui va être fermé à cause de la révolution russe. Il erre sur les routes comme beaucoup de réfugiés arméniens, parvient jusqu'à Vladikavkaz, puis, apprenant la nouvelle de l'armistice, il s'embarque pour rejoindre Constantinople dans l'espoir de retrouver les membres de sa famille dont il a été séparé au cours de l'exode.

### Vie à Constantinople

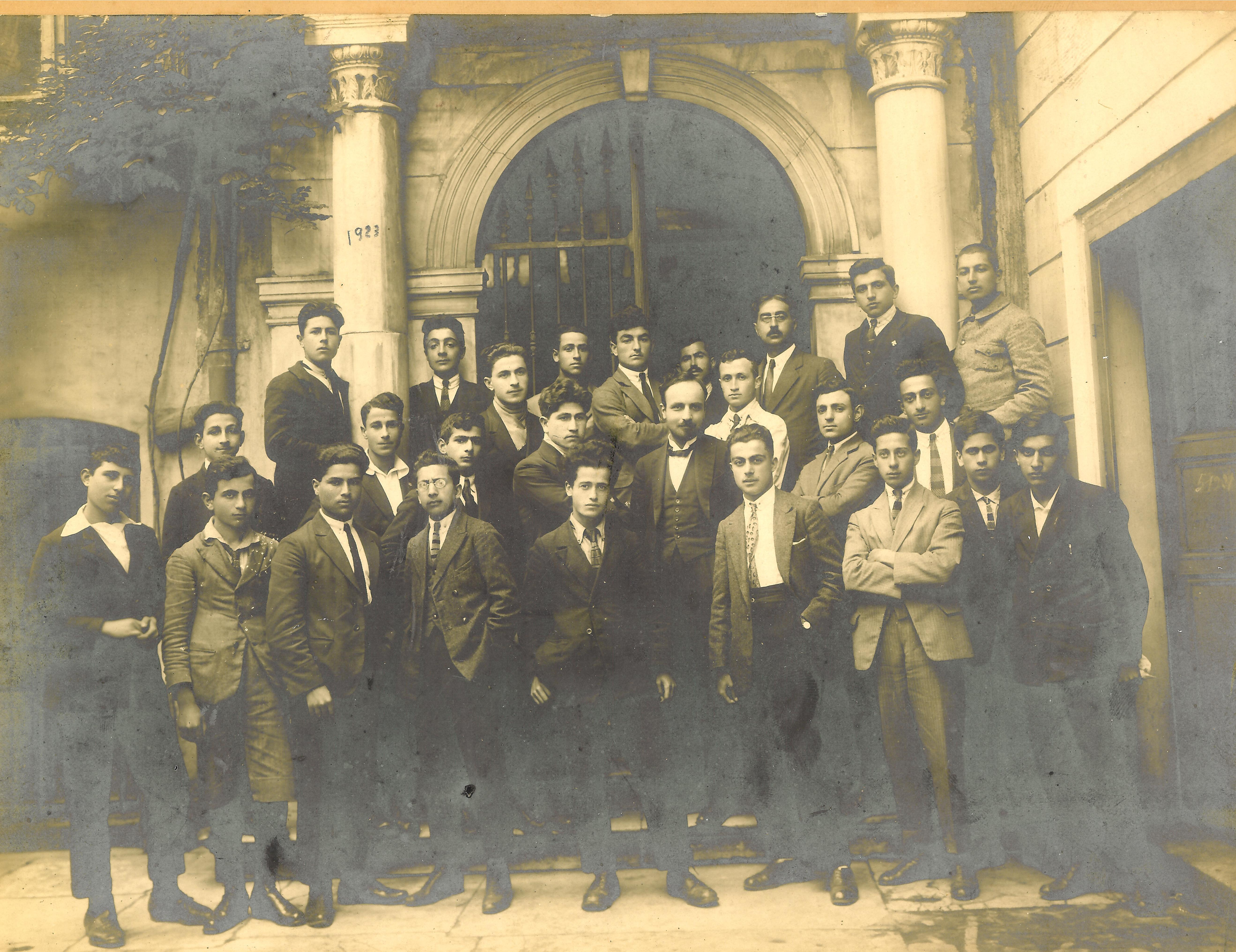
La classe de 1923 de l'École centrale arménienne, autour du directeur, Kegham Kavafyan

À Constantinople, il fréquente l'École centrale arménienne, grâce à l'aide du directeur (en) Kegham Kavafyan. Il est diplômé en 1923.

### Nouvel exode et arrivée en France
Sous la pression des nationalistes turcs, les troupes alliées qui occupent Constantinople depuis la fin de la Première Guerre mondiale évacuent la ville en 1923, suivis par de nombreux chrétiens qui ne s'y sentent plus en sécurité. Vazken Andréassian part pour la France et débarque à Marseille.

### Études
Grâce à l'aide et au soutien du Commandant Zadig Khanzadian, Vazken Andréassian entre à l'École nationale des Arts et Métiers, à Aix-en-Provence, dont il sort diplômé en 1927.

### Carrière dans l'aéronautique
Vazken Andréassian travaille pour l'Arsenal de l'aéronautique qui devient ensuite Nord-Aviation. Il participe notamment à l'étude et à la construction du prototype Arsenal VG-70,, puis des prototypes Gerfaut et Griffon. Ce dernier entre dans l'histoire en février 1959, en atteignant pour la première fois la vitesse de 1 643 km/h, piloté par André Turcat.

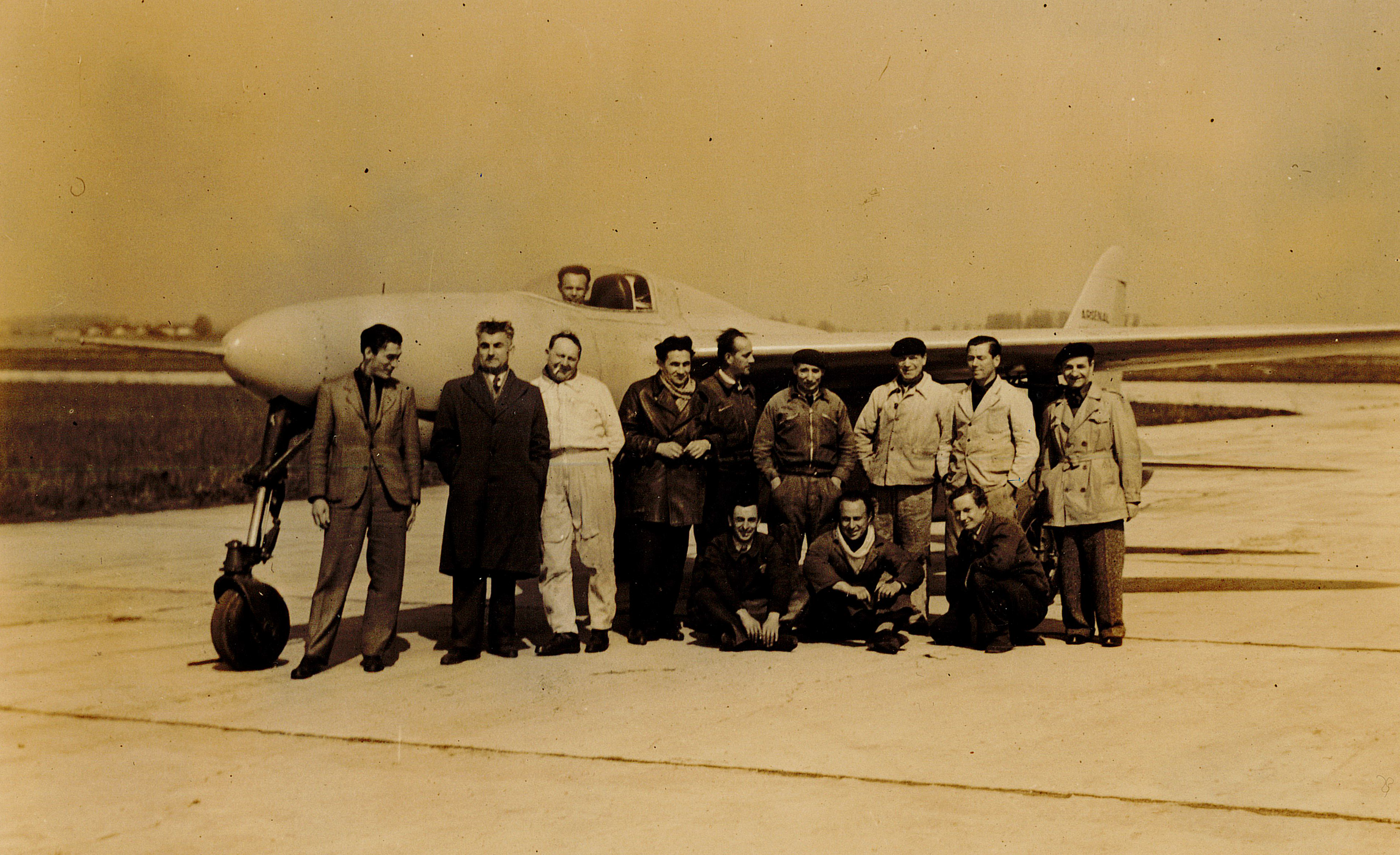
Equipe des ingénieurs et techniciens autour du prototype Arsenal VG.70.01

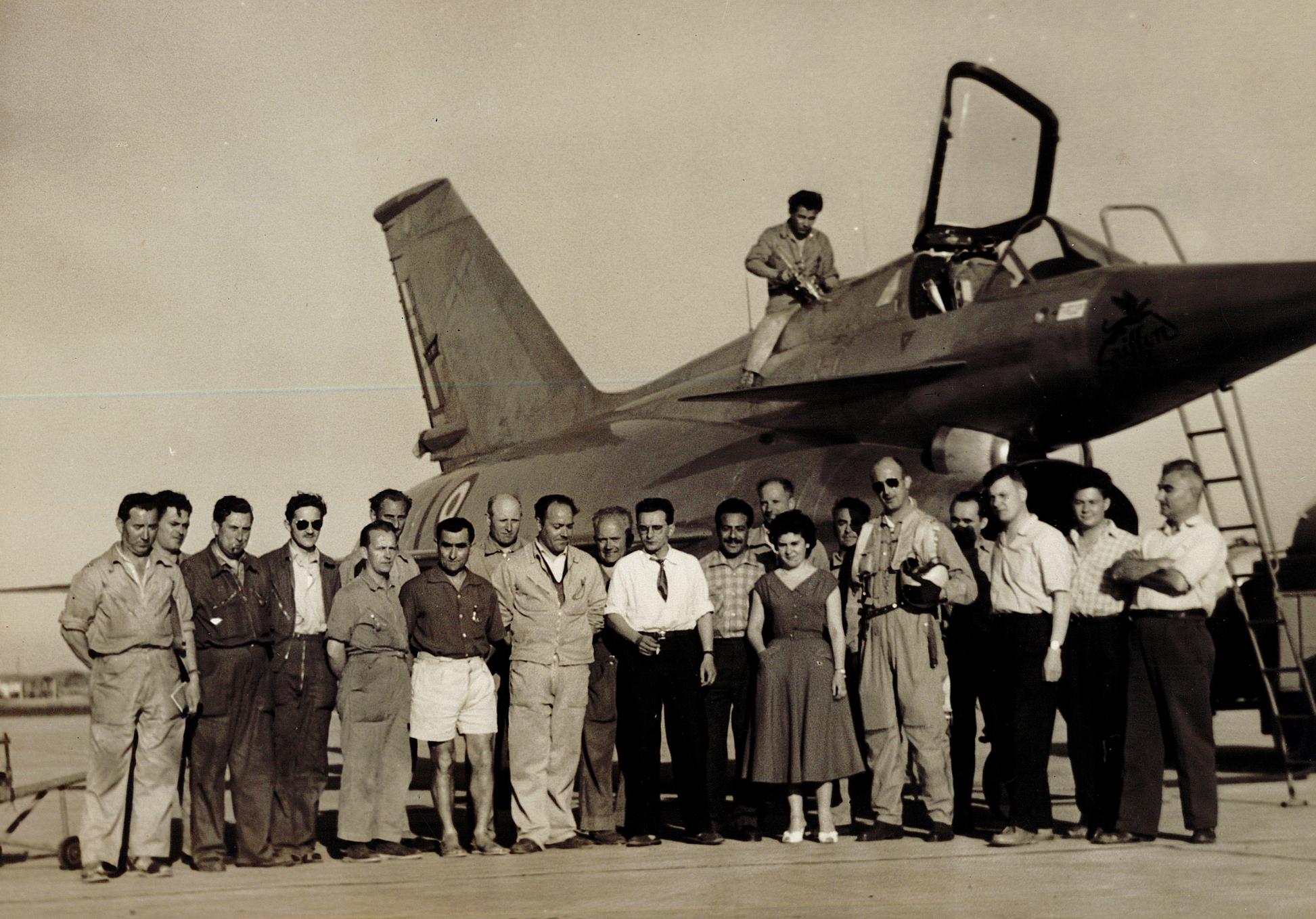
Equipe des ingénieurs et techniciens autour du Griffon en compagnie du pilote d'essai

## Scoutisme

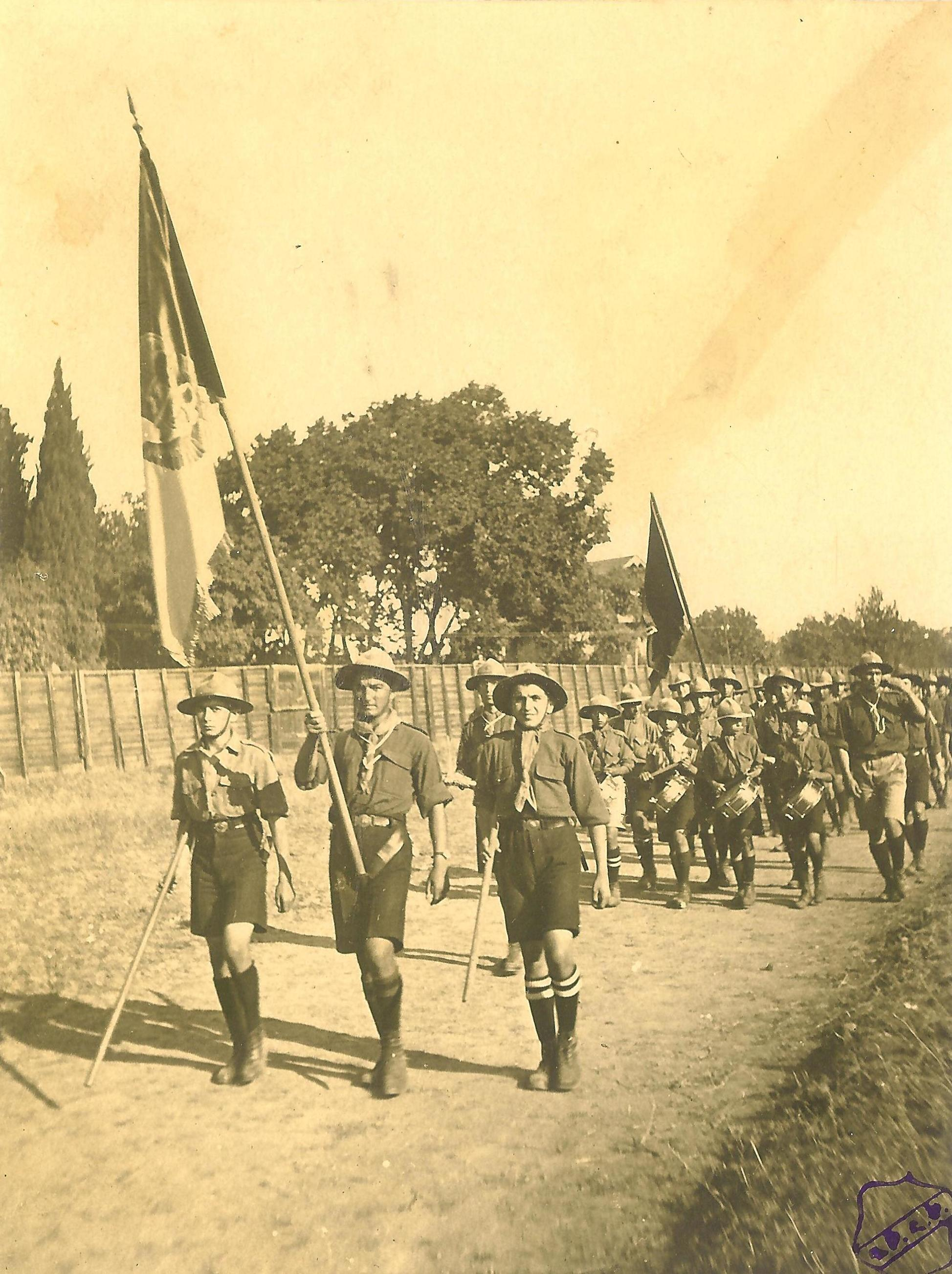
Défilé des scouts arméniens de Homenetmen à Constantinople en 1918 ; V. Andréassian est porte drapeau

Vazken Andréassian est scout à partir de 1913, tout d'abord en tant que membre de la troupe de Tchimichgadzak, ensuite en tant que membre du mouvement Homenetmen à partir de 1918.
En juillet 1924, il fonde à Marseille une branche du Homenetmen, et la première troupe de scouts arméniens en France. Il est commissaire des scouts arméniens en France après la Seconde Guerre mondiale.

## Liens familiaux
Vazken Andréassian était le beau-frère de (hy) Vahan Cheraz et le cousin des écrivains arménien-américains Jack (Ardavazt) Antreassian et Antranig Antreassian. Il est le grand-père de l'hydrologue du même nom.

## Ouvrages
- Հայ սկաուտին առաջնորդը - Le guide du Scout arménien: Imprimerie Der Hagopian, Paris, 1947, 312 pages. version livre électronique ici et ici
- Վահան Չերազ և իր երգն Հայաստանի - Vahan Cheraz et son chant d'Arménie: Imprimerie Sevan, Beyrouth, 1977, 544 pages.
- Անդրանիկ – Պետրոս Մարզպանեան - Antranig, suivi de Bedros Marzbanian: Imprimerie Doniguian, Beyrouth, 1982, 326 p. version électronique ici
- Հազարիապատում - Hazariabadoum – Tome I. Imprimerie Doniguian, Beyrouth, 1985, 316 p. version livre électronique ici
- Հազարիապատում – հատոր Բ. Hazariabadoum, Tome II. Imprimerie Doniguian, Beyrouth, 1984, 299 p. version livre électronique ici et ici
- Հազարիապատում – հատոր Գ. Hazariabadoum, Tome III. Imprimerie Doniguian, Beyrouth, 1994, 650 p.
- Hazari : vie et survie d'un village arménien après juin 1915, 1995. version livre électronique en français ici et ici et en allemand ici